# Élections législatives grecques de novembre 1989
Les élections législatives grecques de novembre 1989 ont eu lieu le 5 novembre 1989 afin d'élire les 300 députés du Parlement grec. La participation est de 80,7 %. Nouvelle Démocratie remporte ces élections avec 46,2 % des suffrages soit 148 sièges et le PASOK arrive en seconde position, il obtient 40,7 % des suffrages et obtient 128 sièges. Le parti Synaspismós obtient 21 sièges avec 11,0 % des suffrages. 

Le parlement sortant issu des élections législatives de juin 1989.